# بترا هوبر
بترا هوبر (بالألمانية: Petra Huber)‏ هي لاعب كرة مضرب نمساوية، ولدت في 15 فبراير 1966 في Mödling ‏ في النمسا.

## وصلات خارجية
- بترا هوبر على موقع رابطة محترفات التنس (الإنجليزية)
- بترا هوبر على موقع الاتحاد الدولي لكرة المضرب (الإنجليزية)
- بترا هوبر على موقع كأس بيلي جين كينغ (الإنجليزية)
- بترا هوبر على موقع خلاصة التنس.كوم (الإنجليزية)
- بترا هوبر على موقع أوليمبيديا (الإنجليزية)